# Río Soan
El río Soan, Sohan o Sawan (en idioma urdu: سون -forma preferida- y سواں) es un curso fluvial pakistaní y uno de los principales afluentes del río Indo. En torno a su primer tramo se desarrolló una cultura prehistórica que lleva su nombre.